# Serhij Nahoryj
Serhij Viktorovytj Nahornyj (ukrainska: Сергій Вікторович Нагорний; ryska: Sergej Nagornyj), född den 8 december 1956 i Chmelnytskyj, Ukrainska SSR, Sovjetunionen, är en ukrainsk sovjetisk kanotist.
Han tog OS-guld i K-2 1000 meter och OS-silver i K-2 500 meter i samband med de olympiska kanottävlingarna 1976 i Montréal.